# Liberté-Oléron
Pour plus de détails, voir Fiche technique et Distribution.
Liberté-Oléron est un film français réalisé par Bruno Podalydès, sorti le 20 juin 2001. C'est le deuxième long métrage des frères Podalydès.
Le film suit Jacques, sa femme Albertine et leurs quatre garçons qui viennent passer les vacances dans leur petite maison de l'île d'Oléron. Et comme chaque été, après avoir épuisé les joies des jeux de plage, Jacques ne tarde pas à trouver le temps long. Son remède à l'ennui : l'appel du large. Rattrapé par un rêve de jeunesse, il s'est en effet mis en tête d'acheter un voilier, lui qui n'a jamais navigué sur autre chose qu'un bateau gonflable. Les tarifs du constructeur local ne le refroidissent qu'un temps. Mais quand il se décide enfin, l'objet de sa convoitise est en rupture de stock et il doit se contenter d'un dériveur d'occasion. Après tout, qu'importe la coque de noix, pourvu qu'on ait l'ivresse.

## Synopsis
C'est le début des vacances d'été, Jacques Monot, sa femme Albertine, Benoît l'aîné, Anatole féru de l'œuvre Cyrano de Bergerac, Frédéric pratiquant la voile et Nono le petit dernier arrivent à l'île d'Oléron. Arrivé à la plage, Jacques ne cesse de gonfler des bouées pour les plus jeunes enfants, la famille profite ensuite de plusieurs jeux de plages.
Plus tard, Nono joue avec un sous-marin télécommandé avec Jacques, son père. Mais lorsqu'ils le font plonger, il ne remonte pas et malgré les recherches de Jacques, Benoît et Anatole, le sous-marin semble perdu. Jacques évoque le fait que le sous-marin est sans doute partit très loin, vers l'île d'Aix, endroit où il souhaite aller. Pendant ce temps, Frédéric le troisième enfant est envoyé dans un club de voile, appelée l'école des Mouettes, endroit qu'il ne semble guère apprécier. Le temps passe, et Jacques s'ennuie énormément sur son bateau gonflable, il décide donc d'aller avec sa famille voir un marchand de bateaux. Ils font la connaissance du patron de chez « Chevreteau ».
Après avoir vu une série de bateaux appelés les Windjet ainsi que leurs tarifs, la famille rentre à leur villa. Jacques fait les comptes à propos des tarifs, Albertine réfléchit à un arbre à planter dans le jardin, tandis que Benoît, l'aîné, observe par sa fenêtre l'entrée d'une boîte de nuit au loin. Quelques jours plus tard, la routine reprend son cours, la famille va toujours à la plage et Jacques part toujours se balader avec son bateau gonflable. Dans la journée, Benoît et Anatole voient une jeune fille prénommée Caroline être jetée à l'eau de force par quatre garçons qui la portent. Bien que poussé par son frère, Benoît n’ose pas aller la défendre. La jeune Caroline habite en réalité la maison blanche qui se trouve juste derrière la plage où sa famille passe ses journées. Benoît tombe amoureux d'elle mais n'ose pas lui parler.
Alors que Jacques profite de la marée haute pour pêcher, il se décide finalement à s'acheter un Windjet, et se rend avec ses deux aînés chez « Chevreteau » dont le vendeur leur apprend que malheureusement, tous les modèles sont en rupture de stock. Il reste cependant un bateau d'occasion appelé Zigomar.
Finalement, Jacques achète le Zigomar, et, avec l'aide de Sergio, employé de chez « Chevreteau », ils vont effectuer la mise à l'eau du bateau, dans le port moyennant 200 francs. Une fois cela fait difficilement, Jacques est heureux de posséder enfin son propre voilier et part effectuer divers achats d'équipements, comme des gilets de sauvetage, des bouées, une casquette de capitaine, une corne de brume ainsi qu'une boussole et un journal de bord. Ces achats coûtent cher et Jacques se rend compte rapidement qu'avoir son propre bateau est très coûteux. Dans la soirée, la famille dîne dans une crêperie et discute sur le nom du bateau à donner. Une fois sorti, Jacques trouve enfin le nom, il se nommera Liberté-Oléron. De son côté, Benoît entre dans la boîte de nuit afin d'y retrouver Caroline, il la voit assise dans un coin, pensive. Mais Benoît n'ose toujours pas lui parler et se contente de danser au milieu de la foule. Avant de se coucher, Jacques écrit ses premières phrases sur son journal de bord, évoquant le nom du bateau ainsi que ses projets avec celui-ci, comme le fait de partir un jour pour rejoindre l'île d'Aix.
Le lendemain, Albertine reçoit la visite de « Gaboriau », un paysagiste-jardinier, afin de discuter sur la mise en place d'un coin du jardin de la villa. Pendant ce temps, Jacques et les deux aînés partent creuser durant la marée basse pour y mettre l'ancre du bateau. Plus tard, la marée a monté, ils partent donc faire leur première balade en bateau en allant pêcher. Albertine est à la plage avec Florence, une amie à elle ainsi que Nono. Durant la pêche, la prise se résume à un seul poisson minuscule, de plus au moment de repartir, le moteur ne fonctionne plus. Jacques décide de revenir à la rame. Les trois hommes arrivent dans l'atelier du magasin de bateau en portant le moteur. Après un diagnostic de Sergio, le problème semble venir des pétons, chose que Jacques ne connaît pas. Dans la soirée, Jacques continue son journal de bord, racontant la pêche de la journée mais aussi son avis sur le comportement des garçons sur le bateau. Lors du dîner, une légère dispute se produit entre Jacques et Albertine à propos de l'aménagement du jardin et du bateau.
Les jours passent, Jacques tente tant bien que mal avec Benoît et Anatole de se familiariser à la navigation avec le bateau. Albertine se lie d'amitié avec « Gaboriau ». Cet homme déjeune chez eux afin de discuter de son projet pour le jardin, il leur parle également de son bateau appelé Le Lotus et les emmène faire un tour sur celui-ci. A cette occasion, la famille découvre que « Gaboriau » aime se mettre complètement nu pour naviguer. Le même soir, la famille Monot, « Gaboriau », la famille Lorcy ainsi que « Chevreteau » et sa compagne dînent dehors sur la plage. Durant la soirée, Caroline se retrouve jetée à l'eau par les mêmes garçons que la dernière fois, s'ensuit une légère bagarre entre eux et « Gaboriau » qui veut la défendre. Caroline rejoint le groupe pour se réchauffer près du feu, le groupe apprend que « Gaboriau » s'est occupé d'elle étant petite et que Francine la mère de Caroline, a eu une relation avec lui. Plus tard dans la soirée, tout le monde est rentré, sauf Benoît qui observe avec des jumelles Caroline sur son balcon, tout en restant caché sur la plage. Mais un appel de son père sur son téléphone mobile lui rappelle de venir se coucher en vitesse car ils doivent partir tôt le lendemain pour faire la traversée jusqu'à l'île d'Aix.
Après un réveil difficile, la famille part avec Caroline sur le bateau et commence le voyage vers l'île d'Aix. Malgré quelques quiproquos, les voilà arrivés à destination, ils accostent à La jetée, remontent sur le haut de celle-ci par l'échelle, et contrôlent l'amarre. Ils partent vers le village, et après une très longue marche, s'installent dans une prairie au milieu de la prairie pour pique-niquer. Plus tard, Anatole, Frédéric et Nono s'amusent ensemble en rejouant l'œuvre de Cyrano de Bergerac, Benoît et Caroline font connaissance assis sur des rochers au bord de l'eau, Jacques et Albertine profitent ensemble du soleil. Les heures passent et la famille revient à la jetée du port, ils sont surpris de trouver le bateau pendu sur la paroi au bout de ses amarres, pour ne pas avoir prévu la marée basse. Après cet incident, ils arrivent à remonter sur le bateau qui maintenant flotte en ayant donné du mou aux amarres, mais Albertine tombe à l'eau et s'ensuit une scène de panique, jusqu'à ce que Jacques la récupère grâce à une grosse épuisette. Ils reprennent la mer et les ennuis semblent commencer, Anatole fait boire par erreur un produit capillaire à sa mère, Nono est déçu de ne pas avoir retrouvé son sous-marin perdu et Jacques multiplie les défauts de langage marin.
Plus tard, le vent se lève, les différents incidents qui suivent poussent Jacques à bout. La bôme frappe violemment Albertine à la tête en raison d'un empannage incontrôlé. Le bateau gîte de tous les côtés, Benoît et Anatole n'aident guère leur père et la dérive du bateau a disparu. Sous la colère, Jacques affale la voile et dit ses quatre vérités à toute sa famille, puis, lorsqu’il veut démarrer le moteur, celui-ci est à nouveau en panne. Jacques énervé craque et après avoir tenté de taper Benoît, qui lui aussi a vidé son sac, il frappe par erreur Albertine avec une manivelle de winch restée dans un sac en toile. Elle se retrouve sonnée, Jacques choqué tente tant bien que mal de la rassurer. À la suite de cet incident, Frédéric se jette à l'eau, toute la famille saute pour le ramener au bateau sauf Caroline qui utilise les fusées de détresse. Fort heureusement, Gaboriau arrive avec son bateau et les sauve.
Quelques jours plus tard, la famille étant rentrée à Oléron, Albertine déjeune avec Frédéric chez Francine, en lui racontant leur périple, mais en détournant ce qu'il s'est réellement passé, afin de rendre ce voyage plus positif. Benoît revoit Caroline, et après une petite discussion, elle lui propose une chambre dans leur maison pour y séjourner l'été prochain. Jacques de son côté est à la plage avec Nono et Anatole. Déprimé, il regarde la mer de son bateau qui se dégonfle, mais Anatole ayant pitié de lui le rejoint.
La fin du film montre un plan sur le bateau où l'on peut entendre les dernières lignes du journal de bord : Frédéric s'étant jeté à l'eau, ses parents l'ont retiré de « l'école des Mouettes », le bateau a été revendu à un bon prix mais le moteur est resté invendu. Enfin, une dernière séquence montre Nono racontant une petite histoire, ainsi qu'un plan sur son sous-marin jouet remontant à la surface.

## Fiche technique
Source IMDb
- Titre : Liberté-Oléron
- Réalisation : Bruno Podalydès
- Scénario : Bruno Podalydès et Denis Podalydès
- Décors : Eric Barboza
- Costumes : Dorothée Guiraud
- Photographie : Yórgos Arvanítis
- Montage : Sabine Mamou
Hervé de Luze
- Musique : René-Marc Bini
- Production : Pascal Caucheteux
- Société de production : Why Not Productions
- Pays de production :  France
- Langue : français
- Genre : comédie
- Durée : 107 minutes
- Date de sortie : 20 juin 2001
- Affiche de film : Floc'h

## Distribution
Source IMDb
- Denis Podalydès : Jacques Monot
- Guilaine Londez : Albertine Monot
- Patrick Pineau : Gaboriau
- Arnaud Jalbert : Benoît Monot
- Ange Ruze : Anatole Monot
- Lou-Nil Font : Frédéric Monot
- Jean Podalydès : Nono Monot
- Éric Elmosnino : Sergio
- Marie Diot : Caroline Lorcy
- Bruno Podalydès : Chevreteau
- Marie-Armelle Deguy : Florence Lorcy
- Philippe Uchan : Éponge